# Michael Almebäck
Michael Almebäck (født 4. april 1988 i Stockholm) er en professionel svensk fodboldspiller, der senest spillede for Örebro SK. Han er central forsvarsspiller.